# Martin Wehrle

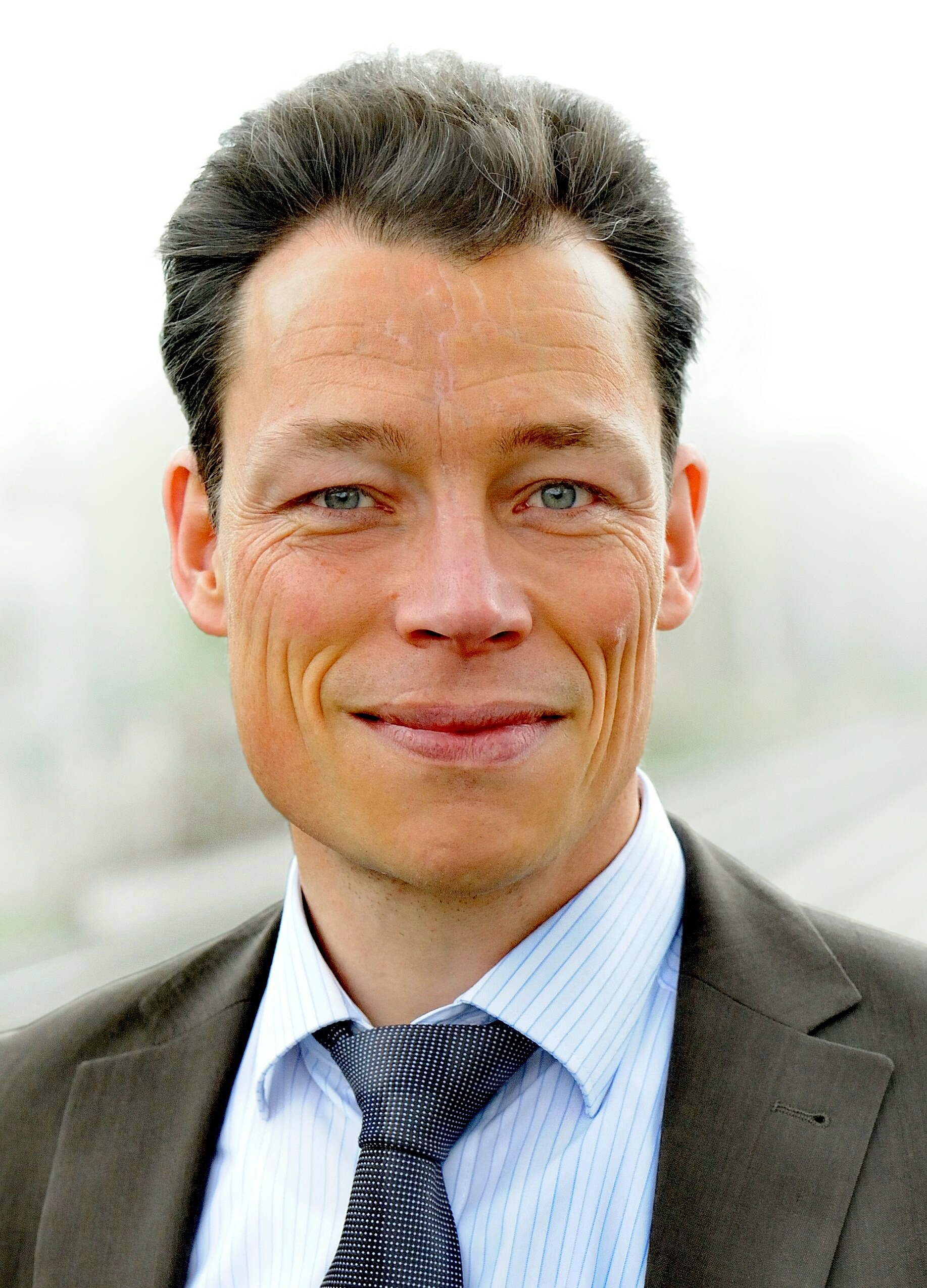
Martin Wehrle, 2012

Martin Wehrle (* 17. März 1970 in Löffingen) ist ein deutscher Journalist und Sachbuchautor.

## Leben
Martin Wehrle besuchte die Akademie für Publizistik in Hamburg, von der er Ende 1992 den Reportagepreis verliehen bekam, und war stellvertretender Chefredakteur der Angler-Zeitschrift Blinker. In dieser Zeit siegte er bei der Europameisterschaft im Hechtangeln. Später leitete er zwei Abteilungen in einem MDAX-Konzern. Ehe er den zweiten Bildungsweg einschlug, hatte Wehrle seine Berufslaufbahn mit 18 Jahren in einer Gemeindeverwaltung als Beamtenanwärter begonnen.
Anfang der 2000er Jahre machte er sich als Karriereberater selbstständig und veröffentlichte 2003 das Buch Geheime Tricks für mehr Gehalt. In den folgenden Jahren schrieb er weitere Bücher zu den Themen Karriere und Gehalt, beispielsweise Die Geheimnisse der Chefs. Im Jahre 2007 verfasste Wehrle mit Uwe Kamenz Professor Untat, das unter anderem von der Frankfurter Allgemeinen Zeitung als „Universalangriff auf das deutsche Hochschulsystem“ eingestuft wurde. Es löste eine Debatte über Nebentätigkeiten von Professoren aus. Im Jahre 2011 erschien Ich arbeite in einem Irrenhaus, das zu einem der meistverkauften Wirtschaftsbücher in Deutschland wurde. Der Stern beurteilte es als das „ultimative Trostbuch für genervte Mitarbeiter“. Im Jahre 2012 fand es mit dem Bestseller Ich arbeite immer noch in einem Irrenhaus seine Fortsetzung.
Die Bücher von Wehrle basieren laut Spiegel Online auf der Sicht seiner Kunden und seiner eigenen Erfahrungen als Führungskraft, die satirisch zugespitzt würden. Er leitet eine Karriereberater-Akademie in Hamburg und hat nach eigener Aussage die erste Ausbildung für Karriereberater in Deutschland realisiert. Von 2010 bis 2017 war er als Kolumnist für Die Zeit tätig, über den Irrsinn Büro schrieb er 2012 eine Titelgeschichte für den Stern. Wehrle unterstützte die Einführung des Entgelttransparenzgesetzes.

## Prozess um Leserbrief
Im Jahre 1992 veröffentlichte die Badische Zeitung einen seiner Leserbriefe, der die nächtliche Abschiebung einer asylsuchenden Familie durch die Polizei mit Gestapo-Methoden verglich. Die Behörden sahen sich in den Äußerungen in ihrer Ehre verletzt; Wehrle wurde zunächst vom Amtsgericht Titisee-Neustadt und später vom Landgericht Freiburg wegen Beleidigung verurteilt. Das Bundesverfassungsgericht hob die Entscheidungen mit Verweis auf die Meinungsfreiheit auf, die in den vorhergehenden Urteilen nicht ausreichend berücksichtigt worden sei.

## Publikationen (Auszug)

### Ratgeber
- Ich arbeite in einem Irrenhaus: Vom ganz normalen Büroalltag. Econ, Berlin 2011, ISBN 978-3-430-20097-4.
- Bin ich hier der Depp? Wie Sie dem Arbeitswahn nicht länger zur Verfügung stehen. Mosaik, München 2013, ISBN 978-3-442-39251-3.
- Sei einzig, nicht artig! So sagen Sie nie mehr ja, wenn Sie nein sagen wollen. Mosaik, München 2015, ISBN 978-3-442-39283-4.
- Viel Fleiß, kein Preis. Warum Frauen im Berufsleben oft den Kürzeren ziehen. Goldmann, München 2017, ISBN 978-3-442-17678-6.
- Der Klügere denkt nach: Von der Kunst, auf die ruhige Art erfolgreich zu sein. Mosaik, München 2017, ISBN 978-3-442-39284-1.
- Den Netten beißen die Hunde: Wie Sie sich Respekt verschaffen, Grenzen setzen und den verdienten Erfolg erlangen. Mosaik, München 2021, ISBN 978-3-442-39377-0.
- Wenn jeder dich mag, nimmt keiner dich ernst. Mosaik, München 2023, ISBN 978-3-442-39409-8.
- Dieses Buch verändert dein Leben für immer. Mosaik, München 2024, ISBN 978-3-442-39421-0.

### Romane
- Die Ratte. Benevento, Wals bei Salzburg 2019, ISBN 978-3-7109-0054-9.
- Die Schlange. Benevento, Wals bei Salzburg 2020, ISBN 978-3-7109-0069-3.

### Fachbücher
- Die 100 besten Coaching-Übungen. ManagerSeminare, Bonn 2021, ISBN 978-3-941965-05-8.
- Die 500 besten Coaching-Fragen. ManagerSeminare, Bonn 2021, ISBN 978-3-941965-44-7.
- Die Coaching-Schatzkiste. ManagerSeminare, Bonn 2023, ISBN 978-3-95891-024-9.